# Мухоловка дамарська
Мухоло́вка дамарська (Ficedula henrici) — вид горобцеподібних птахів родини мухоловкових (Muscicapidae). Ендемік Індонезії.

## Опис
Довжина птаха становить 12-13 см. Самці мають переважно темно-сіре забарвлення, обличчя у них чорнувате, над очима білі "брови", які ідуть до лоба. У деяких самців на горлі і грудях є білі плями. Дзьоб і лапи чорні. У самиць верхня частина тіла оливково-коричнева, поцяткована темно-сірими смужками, нижня частина тіла іржасто=охриста, на горлі і грудях нечіткі оливково-зелені смужки. Навколо очей охисті кільця, над очима охристі "брови".

## Поширення і екологія
Дамарські мухоловки є ендеміками острова Дамар в групі островів Барат-Дая. Вони живуть в підліску вологих тропічних лісах, на висоті до 850 м над рівнем моря. Живляться переважно комахами та іншими безхребетними.

## Збереження
МСОП класифікує стан збереження цього виду як близький до загрозливого. За оцінками дослідників, популяція дамарських мухоловок становить від 20 до 30 тисяч птахів. Їм загрожує знищення природного середовища.